# FC Pas de la Casa
FC Pas de la Casa (kat. Futbol Club Pas de la Casa) – andorski klub piłkarski mający siedzibę w mieście Pas de la Casa, na zachodzie kraju, grający od sezonu 2023/24 w rozgrywkach Primera Divisió.

## Historia
Chronologia nazw:
- 2012: FC Pas de la Casa (kat. Futbol Club Pas de la Casa)

Klub piłkarski FC Pas de la Casa został założony w Pas de la Casa w 2012 roku. Początkowo zespół brał udział w rozgrywkach futsalowych. W sezonie 2015/16 klub zgłosił się do piłkarskich mistrzostw Andory, ale nie przystąpił do rozgrywek Segona Divisió (D2). Dopiero w sezonie 2022/23 zespół startował w drugiej dywizji, zwyciężając w rundzie zasadniczej i potem w barażach, dzięki czemu zdobył historyczny awans do Primera Divisió.

## Barwy klubowe, strój, herb, hymn
|  |  |

Klub ma barwy niebiesko-białe. Zawodnicy domowe spotkania zazwyczaj grają w żółtych koszulkach, niebieskich spodenkach oraz żółtych getrach.

## Sukcesy

### Trofea międzynarodowe
Nie uczestniczył w rozgrywkach europejskich (stan na 31-05-2023).

### Trofea krajowe
| \| \| Zdobyte trofea w rozgrywkach Andory (stan na: 31-05-2024) \| |                                                           |      |          |
| Rozgrywki                                                          | Osiągnięcie                                               | Razy | Sezon(y) |
| Mistrzostwo                                                        | I miejsce                                                 | 0    |          |
| Mistrzostwo                                                        | II miejsce                                                | 0    |          |
| Mistrzostwo                                                        | III miejsce                                               | 0    |          |
| Mistrzostwo                                                        | ?.miejsce                                                 | 1    | 2023/24  |
| Puchar                                                             | zdobywca                                                  | 0    |          |
| Puchar                                                             | finalista                                                 | 1    | 2024     |
| Puchar                                                             | półfinalista                                              | 1    | 2022/23  |
| II liga                                                            | I miejsce                                                 | 0    |          |
| II liga                                                            | II miejsce                                                | 1    | 2022/23  |
| II liga                                                            | III miejsce                                               | 1    | 2016/17  |
| Andora                                                             | Zdobyte trofea w rozgrywkach Andory (stan na: 31-05-2024) |      |          |

## Poszczególne sezony

### Rozgrywki międzynarodowe

#### Europejskie puchary
Nie uczestniczył w rozgrywkach europejskich.

### Rozgrywki krajowe
| \| Andora \| Bilans występów klubu w rozgrywkach piłkarskich Andory (Stan na 31 maja 2023 r.) \| \| |                                                                                  |        |       |   |   |   |    |    |     |                  |        |        |      |
| Poziom                                                                                              | Rozgrywki                                                                        | Sezony | Mecze | Z | R | P | B+ | B– | Pkt | Lata             | Awanse | Spadki | Naj. |
| I                                                                                                   | Primera Divisió                                                                  | 1      |       |   |   |   |    |    |     | od 2023          | 0      | 0      | ?    |
| II                                                                                                  | Segona Divisió                                                                   | 2      |       |   |   |   |    |    |     | 2015/17, 2022/23 | 1      | 1      | 1    |
| | Puchar Andory                                                                    | 1      |       |   |   |   |    |    |     | od 2023          | 0      | 0      | 1/2  |
| Andora                                                                                              | Bilans występów klubu w rozgrywkach piłkarskich Andory (Stan na 31 maja 2023 r.) |        |       |   |   |   |    |    |     |                  |        |        |      |

## Piłkarze, trenerzy, prezydenci i właściciele klubu

### Piłkarze

#### Aktualny skład zespołu
Stan na12 grudnia 2023
| Nr | Poz. | Piłkarz               |
| -- | ---- | --------------------- |
| 1  | BR   | Víctor Silveiro       |
| 2  | OB   | Alex Alfaiate         |
| 3  | OB   | Chema Ramírez         |
| 4  | OB   | Raimon Costas         |
| 5  | PO   | Marc Rebés            |
| 6  | OB   | Rafa Santos           |
| 7  | NA   | Carlos Gomes          |
| 8  | NA   | Albert Rabassó        |
| 9  | NA   | Anselmo               |
| 10 | NA   | Deco                  |
| 11 | NA   | Lluis Martins Batista |
| 13 | BR   | Andrés Benítez        |
| 14 | OB   | Eric Canario          |
| 17 | NA   | Fabio Serra (kapitan) |

| Nr | Poz. | Piłkarz            |
| -- | ---- | ------------------ |
| 18 | PO   | Xexi               |
| 19 | PO   | Alejandro Huerta   |
| 20 | PO   | João Teixeira      |
| 21 | NA   | Roberto Gomes      |
| 22 | BR   | Lucho Ferreiro     |
| 23 | OB   | Jordi Rubio        |
| 23 | OB   | Alexandre Alfaiate |
| 24 | NA   | Aarón Fernández    |
| 25 | PO   | Agustín Ballario   |
| 26 | OB   | Noé-Moise Atto     |
| 30 | PO   | Gábor Pálfi        |
| 32 | OB   | Matías Rudler      |
| 33 | OB   | Tiago Portuga      |
|    | PO   | Carlos Edu Peppe   |

### Trenerzy
...
- 2015–2016:  José António Combra Araújo

...
- od 1.07.2022:  Sebastián Varela

## Struktura klubu

### Stadion
Klub piłkarski rozgrywa swoje mecze domowe na stadionie Centre d'Entrenament de la Massana w Massana, który może pomieścić 500 widzów.

## Kibice i rywalizacja z innymi klubami

### Derby
- FC Encamp